# كامب شيزار (الإسكندرية)
منطقة كامب شيزار أي (معسكر القيصر) التابعة لحي وسط بمدينة الإسكندرية، مصر.
كان يشتهر في مطلع القرن العشرين بوجود الجاليات الأجنبية المقيمة في الإسكندرية. وما تزال بعض العقارات فيه مملوكة لذوي أصول يونانية. وقد ذكرته الكاتبة السويسرية إيثر زيميرلي في كتابها: من كامب شيزار إلى حمام كليوباترا الذي رسمت فيه ذكريات طفولتها في مدينة الإسكندرية متعددة الثقافات في مطلع القرن العشرين.
ويشتهر حي كامب شيزار بالعديد من العلامات الشهيرة في مدينة الإسكندرية.

## معالم المنطقة
المساجد
- مسجد نور الإسلام
- مسجد عمر بن الخطاب
- مسجد بكري
- مسجد المدينة المنورة
- مسجد الوعي الإسلامي
- مسجد أبو زيد

الكنائس
- كنيسة الأنبا تكلا

الكليات والمعاهد
- كلية الهندسة
- المعهد الفني الصناعي (كلية التكنولوجيا)

المدارس
- مدرسة نور الإسلام الابتدائية الخاصة
- ليسيه الحرية
- سان مارك
- سان جورج
- عباس الأعصر
- مدرسة شامبليون
- مدرسة عبد السلام عارف
- مدرسة بورسعيد الابتدائية الرسمية لغات

السينمات
- سينما أوديون
- سينما لاجيتيه
- سينما عبد المنعم جابر ( شارع البحر)